# 沙滘岛
沙滘岛是中國廣東省廣州市番禺區洛浦街道的一個島嶼，位於海珠島的南面，小谷圍島的西面，南浦島的北面，面積約9.85平方公里。島上依靠洛溪大橋、新光大橋及番禺大橋連接廣州市區。廣州地鐵2、3、18號綫經過此島，在島上設有洛溪站、廈滘站、沙溪站。